# Occella
Occella is een geslacht van straalvinnige vissen uit de familie van harnasmannen (Agonidae). Het geslacht is voor het eerst wetenschappelijk beschreven in 1925 door Jordan & Hubbs.

## Soorten
- Occella dodecaedron Tilesius, 1813
- Occella iburia Jordan & Starks, 1904
- Occella kasawae Jordan & Hubbs, 1925
- Occella kuronumai Freeman, 1951